# Павия (Мора)
Павия (порт.  Pavia) - фрегезия (район) в муниципалитете Мора (Эвора) округа Эвора в Португалии. Территория – 185,28 км². Население   – 1 166 жителей. Плотность населения – 6,3 чел/км².